# Ясное Солнце
Ясное Солнце — посёлок в Севском районе Брянской области России. Входит в состав Троебортновского сельского поселения.

## География
Расположен в 4 км к востоку от села Лемешовка.

## История
В 1970 году к посёлку присоединен посёлок Любимовский.

## Население
| 2010 | 2013 |
| ---- | ---- |
| 8    | ↗10  |

## Инфраструктура
Было развито приусадебное хозяйство.

## Транспорт
Просёлочная дорога.